# Longchamps (Eure)
Pour les articles homonymes, voir Longchamps.
Longchamps est une commune française située dans le département de l'Eure, en région Normandie.

## Géographie

### Localisation
Longchamps est située dans le Vexin normand, à 5 km d'Étrépagny, à 12 km de Lyons-la-Forêt, et à 15 km de Gisors et de Gournay-en-Bray.
Elle appartient à la communauté de communes du Vexin Normand. Elle est située au sein du triangle Rouen, Beauvais et Paris. Les communes voisines sont Morgny, Heudicourt, Lyons-la-Forêt et Étrépagny. C'est une commune rurale qui a vu sa population augmenter au fil des années.
| Morgny          | Bézu-la-Forêt                    | Mesnil-sous-Vienne   |
| Morgny          | Longchamps                       | Mainneville Sancourt |
| Nojeon-en-Vexin | Doudeauville-en-Vexin, Étrépagny | Heudicourt           |

### Hydrographie
La commune est située dans le bassin Seine-Normandie. Elle n'est drainée par aucun cours d'eau,.

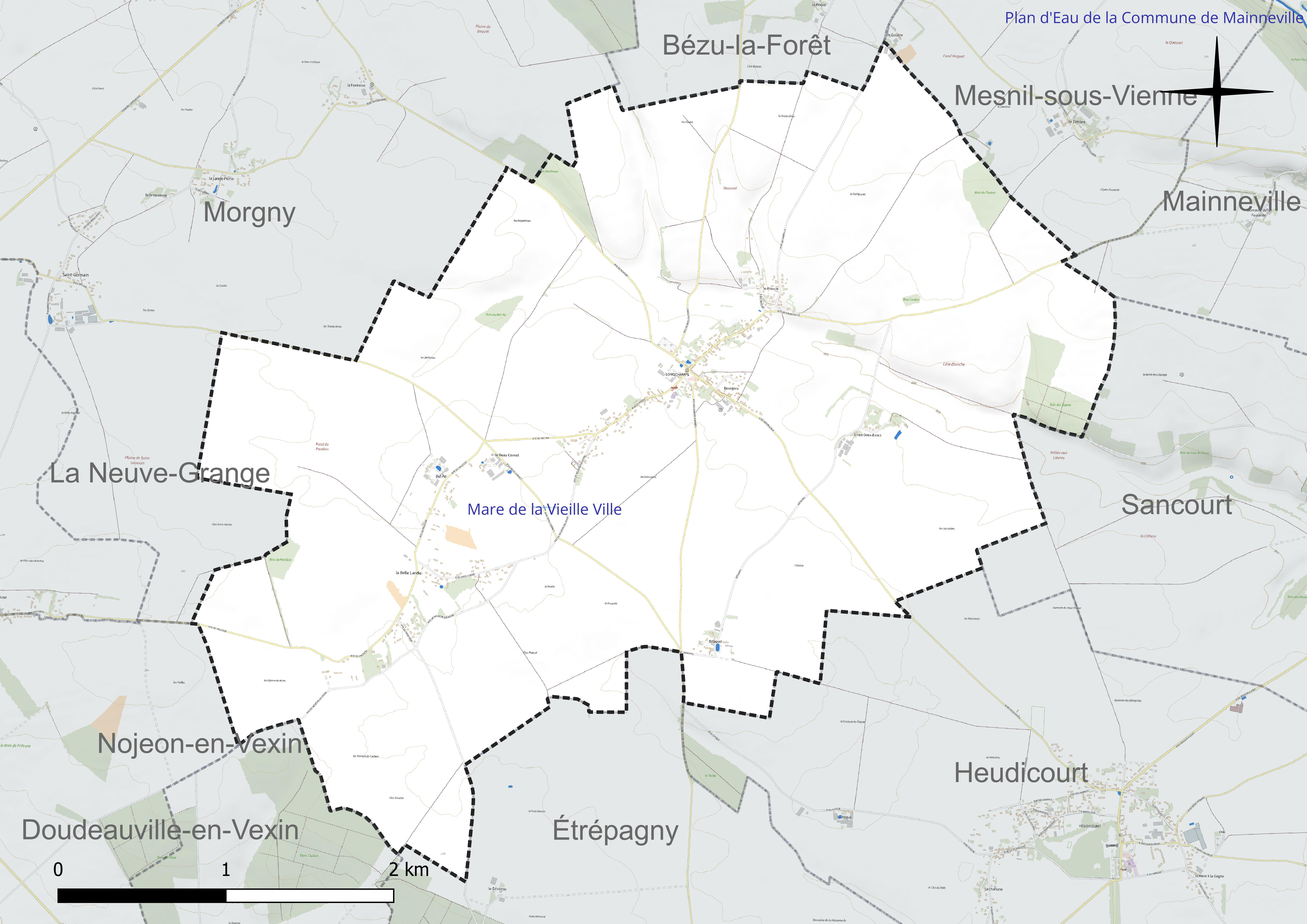
Réseau hydrographique de Longchamps.

Un plan d'eau complète le réseau hydrographique : la mare de la Vieille Ville (0 ha),.

### Climat
Pour des articles plus généraux, voir Climat de la Normandie et Climat de l'Eure.
En 2010, le climat de la commune est de type climat océanique dégradé des plaines du Centre et du Nord, selon une étude du CNRS s'appuyant sur une série de données couvrant la période 1971-2000. En 2020, Météo-France publie une typologie des climats de la France métropolitaine dans laquelle la commune est exposée à un climat océanique et est dans une zone de transition entre les régions climatiques « Sud-ouest du bassin Parisien » et « Côtes de la Manche orientale ». Parallèlement le GIEC normand, un groupe régional d’experts sur le climat, différencie quant à lui, dans une étude de 2020, trois grands types de climats pour la région Normandie, nuancés à une échelle plus fine par les facteurs géographiques locaux. La commune est, selon ce zonage, exposée à un « climat des plateaux abrités », correspondant aux plaines agricoles de l’Eure, avec une pluviométrie beaucoup plus faible que dans la plaine de Caen en raison du double effet d’abri provoqué par les collines du Bocage normand et par celles qui s’étendent sur un axe du Pays d'Auge au Perche.
Pour la période 1971-2000, la température annuelle moyenne est de 10,7 °C, avec une amplitude thermique annuelle de 14,3 °C. Le cumul annuel moyen de précipitations est de 785 mm, avec 12,2 jours de précipitations en janvier et 8,4 jours en juillet. Pour la période 1991-2020, la température moyenne annuelle observée sur la station météorologique la plus proche, située sur la commune d'Étrépagny à 6 km à vol d'oiseau, est de 11,3 °C et le cumul annuel moyen de précipitations est de 774,0 mm,. Pour l'avenir, les paramètres climatiques de la commune estimés pour 2050 selon différents scénarios d’émission de gaz à effet de serre sont consultables sur un site dédié publié par Météo-France en novembre 2022.

## Urbanisme

### Typologie
Au 1er janvier 2024, Longchamps est catégorisée commune rurale à habitat dispersé, selon la nouvelle grille communale de densité à 7 niveaux définie par l'Insee en 2022. Elle est située hors unité urbaine. Par ailleurs la commune fait partie de l'aire d'attraction de Paris, dont elle est une commune de la couronne,.

### Occupation des sols
L'occupation des sols de la commune, telle qu'elle ressort de la base de données européenne d’occupation biophysique des sols Corine Land Cover (CLC), est marquée par l'importance des territoires agricoles (97,4 % en 2018), en augmentation par rapport à 1990 (96,4 %). La répartition détaillée en 2018 est la suivante : terres arables (92,7 %), zones agricoles hétérogènes (4,6 %), zones urbanisées (2,5 %), forêts (0,1 %). L'évolution de l’occupation des sols de la commune et de ses infrastructures peut être observée sur les différentes représentations cartographiques du territoire : la carte de Cassini (XVIIIe siècle), la carte d'état-major (1820-1866) et les cartes ou photos aériennes de l'IGN pour la période actuelle (1950 à aujourd'hui).

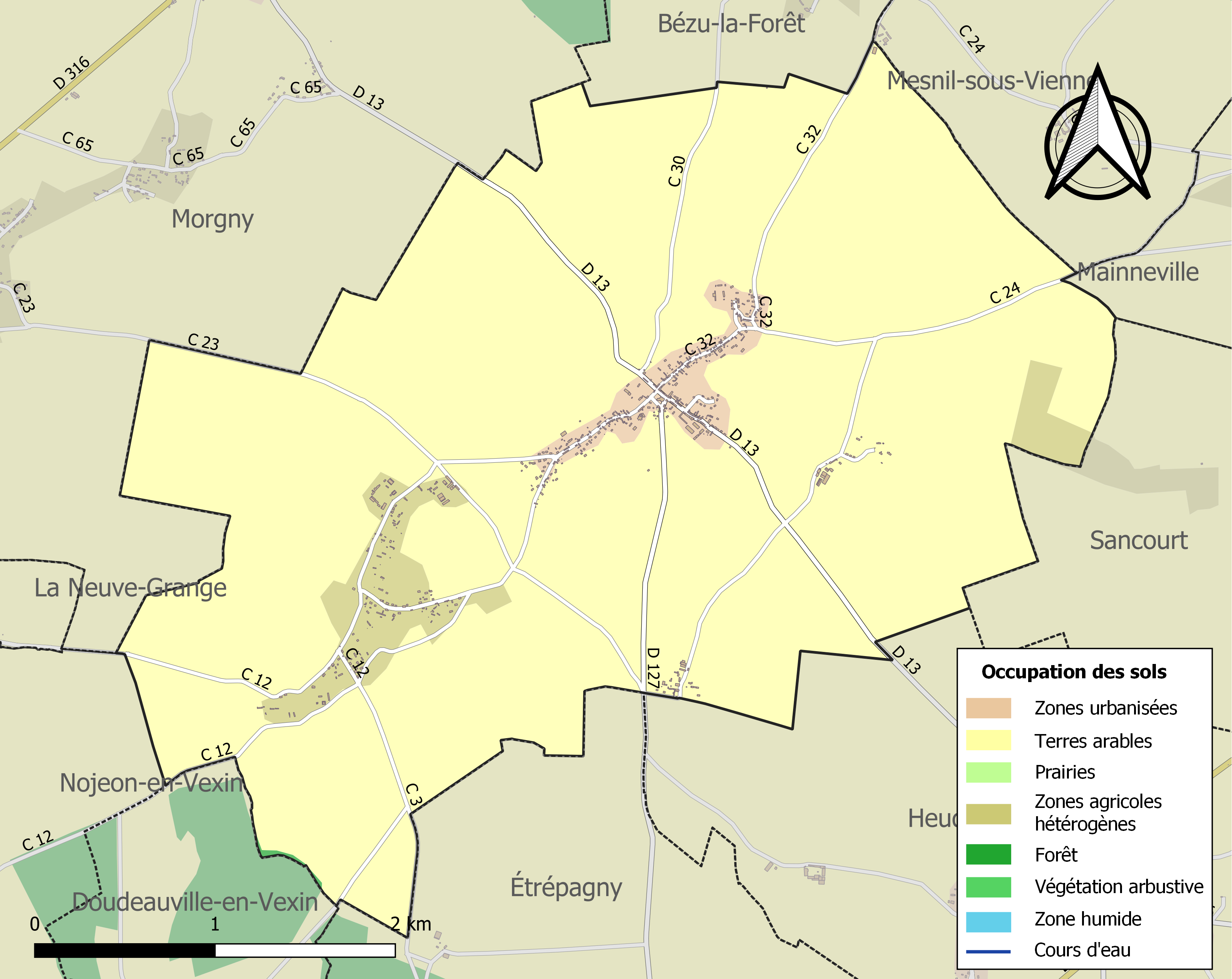
Carte des infrastructures et de l'occupation des sols de la commune en 2018 (CLC).

## Toponymie
Le nom de la localité est attesté sous la forme Longus Campus en 1035, (cartulaire de Saint-Étienne de Caen), Loncchamp et Longechamp en 1288, Lonc Champ-en-Lions en 1309 (charte de Philippe le Bel), Lonchamp en 1333, Lomchamp en 1470 (St-Allais), Longschamp en 1538 (procès-verbal de visite de la forêt de Bleue), Longchamp en 1716 (Cl. d’Aubigné), Longchamps en 1793 et en 1801.
Il s'agit de la formation toponymique médiévale long champ dans laquelle le mot champ doit s'entendre au sens de « plaine dénudée, plaine cultivée », par opposition au bocage. L'adjonction d'un -s final est aberrante.

## Politique et administration
| Période                                  | Période                   | Identité         | Étiquette | Qualité                                                                                  |
| ---------------------------------------- | ------------------------- | ---------------- | --------- | ---------------------------------------------------------------------------------------- |
| Les données manquantes sont à compléter. |                           |                  |           |                                                                                          |
| 1849                                     |                           | Hébert           |           |                                                                                          |
| avant 1981                               |                           | Lucien Berville  |           |                                                                                          |
| Les données manquantes sont à compléter. |                           |                  |           |                                                                                          |
| 1995                                     | 2014                      | Fabrice Levesque | SE        |                                                                                          |
| 2014                                     | En cours (au 3 juin 2020) | Nicolas Lainé    | SE        | Cadre Vice-président de la CC du Vexin Normand (2017 → ) Réélu pour le mandat 2020-2026, |

## Démographie
L'évolution du nombre d'habitants est connue à travers les recensements de la population effectués dans la commune depuis 1793. Pour les communes de moins de 10 000 habitants, une enquête de recensement portant sur toute la population est réalisée tous les cinq ans, les populations de référence des années intermédiaires étant quant à elles estimées par interpolation ou extrapolation. Pour la commune, le premier recensement exhaustif entrant dans le cadre du nouveau dispositif a été réalisé en 2004.

En 2022, la commune comptait 685 habitants, en évolution de +11,38 % par rapport à 2016 (Eure : −0,25 %, France hors Mayotte : +2,11 %).
| 1793 | 1800 | 1806 | 1821 | 1831 | 1836 | 1841 | 1846 | 1851 |
| ---- | ---- | ---- | ---- | ---- | ---- | ---- | ---- | ---- |
| 767  | 906  | 757  | 786  | 773  | 744  | 708  | 689  | 703  |

| 1856 | 1861 | 1866 | 1872 | 1876 | 1881 | 1886 | 1891 | 1896 |
| ---- | ---- | ---- | ---- | ---- | ---- | ---- | ---- | ---- |
| 665  | 663  | 680  | 642  | 657  | 632  | 562  | 589  | 535  |

| 1901 | 1906 | 1911 | 1921 | 1926 | 1931 | 1936 | 1946 | 1954 |
| ---- | ---- | ---- | ---- | ---- | ---- | ---- | ---- | ---- |
| 511  | 469  | 472  | 422  | 476  | 432  | 435  | 372  | 414  |

| 1962 | 1968 | 1975 | 1982 | 1990 | 1999 | 2004 | 2006 | 2009 |
| ---- | ---- | ---- | ---- | ---- | ---- | ---- | ---- | ---- |
| 425  | 385  | 350  | 333  | 432  | 467  | 515  | 532  | 598  |

| 2014 | 2019 | 2022 | - | - | - | - | - | - |
| ---- | ---- | ---- | - | - | - | - | - | - |
| 610  | 682  | 685  | - | - | - | - | - | - |

## Lieux et monuments
- Prieuré Saint-Nicolas de Longchamps[25], moines bénédictins des XIIe et XVIIe siècles
- Château fort au lieu-dit Le Prieuré[26] du XIIe siècle[27].
- Chapelle Saint-Gourgon[28] du XVIe siècle
- Église Saint-Martin[29] (XVIe siècle) dans l'église plaque commémorative en souvenir de Michel de Roncherolles seigneur de Longchamps et de Mainneville, mort le 6 avril 1683, et autre plaque commémorative en souvenir de Philippe Leblan vicaire mort en 1738, âgé de 38 ans. Plaque commémorative des morts de la paroisse lors de la Première Guerre mondiale[30] ; tableau du maître-autel, peint en 1847 par Henry Jeanne-Julien, verrière en six baies sur la vie de saint Martin par l'atelier Duhamel-Marette.
- Le monument aux morts est le modèle intitulé Le Poilu victorieux d'Eugène Bénet[31].

## Personnalités liées à la commune
- Guillaume de Longchamps, chancelier d'Angleterre (1189-1197).
- Étienne de Longchamps, frère du précédent. Familier de Richard Cœur de Lion, il l'accompagne lors de la 3e croisade pour devenir gouverneur de Saint-Jean d'Acre (1191-1192). Les pipe rolls le signalent comme prévôt de Lyons en 1198. En 1204, il passe au service de Philippe Auguste dont il devient un fidèle vassal. Il meurt à Bouvines en 1214 sous les yeux du roi capétien qu'il tentait de protéger.
- Néel de Longchamps, neveu des deux précédents.

## Héraldique
| Blason de Longchamps | Blason  | D'or au lion d'azur, au bâton en bande de gueules brochant. |
| Blason de Longchamps | Détails | Le statut officiel du blason reste à déterminer.            |